# Pseudocercosporidium carotae
Pseudocercosporidium carotae är en svampart som först beskrevs av Årsvoll, och fick sitt nu gällande namn av de Hoog & Oorschot 1985. Pseudocercosporidium carotae ingår i släktet Pseudocercosporidium och familjen Mycosphaerellaceae.   Inga underarter finns listade i Catalogue of Life.